# Viktor Lindgren
Bengt Arne Viktor Mattias Lindgren, född 16 mars 1986 i Luleå, uppvuxen i Boden, är en svensk före detta professionell ishockeyspelare. Hans moderklubb är Bodens IK.

## Klubbar som proffsspelare
- Bodens IK — 2004-2005
- Luleå HF — 2003-2009 (junior och A-lag)
- IF Björklöven — 2009-2010
- Rögle BK — 2010-2017
- Bodens HF — 2017